# I Wanna Love Somebody
Albums de Angela Bofill
Intuition
(1988) Love in Slow Motion
(1996)
I Wanna Love Somebody est le neuvième album de la chanteuse Angela Bofill, sorti en 1988. C’est son premier album sur le label Capitol Records.

## Liste des titres
| No  | Titre                                               | Auteur                    | Durée |
| --- | --------------------------------------------------- | ------------------------- | ----- |
| 1.  | I Wanna Love Somebody                               | Eve Nelson                | 5:15  |
| 2.  | I Wonder                                            | Eve Nelson                | 5:33  |
| 3.  | Never Too Much                                      | Angela Bofill, Eve Nelson | 4:35  |
| 4.  | Heavenly Love                                       | Angela Bofill, Eve Nelson | 5:14  |
| 5.  | Always a Part of Me                                 |                           | 5:12  |
| 6.  | Te Amo                                              |                           | 4:49  |
| 7.  | Essence of My Light                                 |                           | 5:12  |
| 8.  | I Still Believe in Love                             |                           | 4:50  |
| 9.  | We Almost Had It Right                              |                           | 3:42  |
| 10. | Amor Celestial (Heavenly Love en version espagnole) |                           | 5:10  |

## Participants
| - Adam Kudzin - Ingénieur, Ingénieur Assistant - Amy Keyes - Chœurs - Andy Snitzer - Saxophone - Angela Bofill - Compositeur, Chant, Chœurs, Parolier - Ann Curless - Compositeur, Parolier - Brenda White - Chœurs - Carl Burnett - Guitare - Chris Botti - Trompette - Cindy Mizelle - Chœurs - Darrell Smith - Compositeur, Parolier - Derek Jordan - Chœurs - Don Tittle - Producteur, Ingénieur - Duane Sexton - Ingénieur, Ingénieur Assistant - Earl Gardner - Trompette - Eve Nelson - Piano, Arrangeur, Compositeur - Francisco Centeno - Guitare basse, Chœurs - Gerard Julien - Ingénieur, Ingénieur Assistant - Grey Oscar Rivera - Compositeur, Parolier - Hugh Elliott - Batterie | - Jeff Mironov - Guitare - Joe Hornof - Programmation, Batterie - Joe Hornoff - Synthétiseur, Programmation, Effets sonores - Kenny MacDougald - Batterie - Kirk Whalum - Saxophone - Marc Shulman - Guitare - Michael Dumas - Ingénieur, Ingénieur Assistant - Neil Johnson - Guitare - Nigel Green - Ingénieur, Mixage - Paulette McWilliams - Chœurs - Pete Christensen - Chœurs, Ingénieur, Ingénieur - Preston Glass - Percussions, Arrangeur, Compositeur, Claviers, Parolier, Producteur - Rob Mullins - Claviers - Scott Totten - Guitare - Steven Birch - Compositeur, Programmation, Parolier - Tao Gutierrez - Percussions - Tom Coyne - Masterisation - Werner Vana Gierig - Piano - Wilton Felder - Guitare basse |